# Emilio Calatayud
Emilio Juan Ildefonso Calatayud Pérez (Ciudad Real, 22 de diciembre de 1955) es un abogado, escritor, exmagistrado español y exjuez de menores de Granada.
Se dio a conocer en España por sus sentencias ejemplarizantes a los menores en las que se favorecía su reinserción con trabajos sociales.

## Biografía
Cuando tenía trece años, en 1968, su padre le internó por díscolo en el colegio internado San José de Campillos (Málaga), un lugar con fama de estricto correccional; esta experiencia le marcó profundamente y orientó su futura especialización profesional. En 1977 se licenció en Derecho en la Universidad de Deusto. Tras considerar otras alternativas, como opositar a la inspección de Hacienda, accedió a la carrera judicial en 1980 y fue destinado a Güímar, Santa Cruz de Tenerife, como juez de distrito. 
En 1984 fue destinado a los juzgados de Granada y ascendió a magistrado en el año 1987.
Se especializó como juez de menores y desde 1988 hasta 2025 fue titular del Juzgado de Menores 1 de Granada, donde ejerció asimismo como juez suplente de vigilancia penitenciaria. 
Entre 1993 y 2001 fue decano de los juzgados de Granada. En julio de 2025 se jubiló a la edad de sesenta y nueve años.

## Controversias
Es conocido por dictar sentencias basadas en la educación y trabajo social en lugar de la privación de libertad. Como por ejemplo:
- Impartir 100 horas de clases de informática a estudiantes a un joven que había crackeado varias empresas granadinas provocando daños por 2000 €.
- 100 horas de servicio a la comunidad patrullando junto a un policía local por haber conducido temerariamente y sin licencia.
- 50 horas dibujando un cómic de 15 páginas, en el que cuenta la causa por la que le condenaban.
- Visitas a la planta de traumatología de Granada por conducir un ciclomotor sin seguro de circulación.
- Para un joven que circulaba borracho, visitar durante un día entero a parapléjicos, hablar con ellos y sus familias para elaborar más tarde una redacción.
- Trabajar con los bomberos por haber quemado papeleras.
- Trabajar en un centro de rehabilitación por haber acosado a una anciana.
- 200 horas en una tienda de juguetes por haber robado ropa.[2]

Sus declaraciones realizadas en la televisión pública española en 2017 fueron criticadas por el Defensor del Menor de Andalucía.

## Obras
- Rienda, José (2007). Emilio Calatayud: reflexiones de un juez de menores. Dauro Ediciones. ISBN 978-84-96677-09-8.
- Con Carlos Morán, Mis sentencias ejemplares Madrid: Esfera de los Libros, 2008.
- La educación de los jóvenes: una tarea social compartida (reflexiones en voz alta de un educador en lo extremo) Granada: Fundación ECOEM, 2009.
- Calatayud Pérez, Emilio; Muñoz Oya, José Rogelio; Ramos Ariza, María Caridad (1995). Legislación básica sobre menores infractores. Comares. ISBN 978-84-8151-116-1.
- Calatayud Pérez, Emilio; Arco Torres, Miguel Ángel; Arco Blanco, Miguel Ángel. Diccionario básico jurídico. Editorial Comares.

- Buenas, soy Emilio Calatayud y voy a hablarles de... Barcelona: Alienta, 2014
- "Prólogo" a María de la Válgoma, Padres sin derechos, hijos sin deberes Barcelona: Ariel, 2013.